# Ernst Brokmeier
Ernst H. Brokmeier (1866 - Zandvoort, oktober 1945) was een Nederlands ondernemer en oprichter van de firma E.H. Brokmeier te Zandvoort.

## Firma E.H. Brokmeier
Brokmeier, die in 1882 in Zandvoort was komen wonen, opende in 1896 een bierbottelarij en slijterij aan de Kosterstraat. Het jaar daarop verhuisde de zaak naar de overkant van de straat. In 1899 verhuisde Brokmeier opnieuw, nu naar de Haltestraat waar de zaak gevestigd zou blijven tot 1 maart 1966. In 1921 werd in dat pand ook een mineraalwater- en limonadefabriek gebouwd waarvan later de oppervlakte werd verdubbeld tot aan de Nieuwstraat. In 1925 werd een filiaal opgericht in Arnhem en in 1928 een filiaal in Heemstede. Het filiaal in Heemstede is de laatst overgebleven zaak die de naam E.H. Brokmeier draagt.

## Functies
Brokmeier bekleedde onder andere de volgende functie:
- Brandmeester van de Zandvoortse Brandweer
- Voorzitter van de Burgerwacht
- Bestuurslid van de V.V.V
- Commissielid van de Oranjevereniging
- Voorzitter van de Zandvoortse Handels Vereniging
- Bestuurslid van de Middenstandscentrale voor Haarlem en omstreken
- Bestuurslid van het Meeuwsenfonds
- Bestuurslid van de Grossiersbond
- Lid van de Kamer van Koophandel en Fabrieken voor Haarlem en omstreken

De Zandvoortse Handels Vereniging - waarvan hij 27 jaar voorzitter was - benoemde hem tot erevoorzitter en de Koninklijke Nederlandschen Middenstandsbond kende hem ter gelegenheid van zijn 70e verjaardag de zilveren erepenning van de K.N.M.B. toe.

## Tweede Wereldoorlog
De Tweede Wereldoorlog liet zijn sporen na voor de familie en de firma Brokmeier. In 1942 had Brokmeier zijn onderduikadres in Oosterbeek al moeten ontvluchten en in september 1944 werd het filiaal in Arnhem geplunderd. Op 28 november 1944 overleed zoon Ernst, die in 1940 de zaak in Zandvoort had overgenomen, aan een hartstilstand ten gevolge van een razzia. Naar hem werd later een reddingspost van de Zandvoortse Reddings Brigade vernoemd. In oktober 1945 overleed Brokmeier zelf. Het bedrijf werd voortgezet door weduwe Brokmeier.